# 김신영 (바둑 기사)
김신영(金伸英, 1991년 2월 25일 ~ )은 대한민국의 여자 바둑 기사이다. 남편 허영호도 바둑 기사이다.

## 약력
- 2008년 제1회 세계마인드스포츠게임 한국대표 출전
- 2011년 제5기 여류 대 시니어 아마연승대항전 6연승
- 2012년 초상부동산배 한중아마대항전 여자대표 선발, 제41기 여류입단대회 입단
- 2013년 제1기 바둑nTV배 팀서바이벌 준우승
- 2014년 제19기 여류국수전 4강
- 2015년 제20기 여류국수전 준우승
- 2015년 제16기 여류명인전 도전자결정전
- 2015년 제9기 지지옥션배 우승
- 2016년 한국여자바둑리그 우승 (서울 부광탁스)
- 2017년 제11기 지지옥션배 우승
- 2018년 한국여자바둑리그 우승 (충남 SG골프)
- 2018년 제12기 지지옥션배 우승
- 2019년 챔피언스컵 여류팀 우승 (충남 SG골프)